# Campionati europei di canottaggio 2012 - 4 di coppia maschile
Il 4 di coppia maschile dei Campionati europei di canottaggio 2012 si è svolto tra il 14 e il 16 settembre 2012. Hanno partecipato 13 equipaggi.

## Formato
Nel primo turno, i primi tre classificati di ogni batteria si sono qualificati alle semifinali, mentre gli altri si sono affrontati nel ripescaggio che ha qualificato altri tre equipaggi.
I primi tre classificati di ogni semifinale si sono qualificati per la finale A, gli altri hanno partecipato alla finale B.

## Programma
| Data              | Ora (UTC+2) | Turno                |
| ----------------- | ----------- | -------------------- |
| 14 settembre 2012 | 12:10 15:32 | Batterie Ripescaggio |
| 15 settembre 2012 | 11:32       | Semifinali A/B       |
| 16 settembre 2012 | 10:11 12:47 | Finale B Finale A    |

## Risultati

### Batterie
| Pos. | Atleti                                                          | Nazione       | Tempo   | Note |
| ---- | --------------------------------------------------------------- | ------------- | ------- | ---- |
| 1    | Gašper Fistravec Jan Špik Jernej Markovc Matej Rojec            | Slovenia      | 5'46"24 | Q    |
| 2    | Jurij Ivanov Ivan Futrik Oleksandr Nadtoka Ivan Dovhod'ko       | Ucraina       | 5'48"89 | Q    |
| 3    | Daniel Ritchie Nicholas Middleton Jonathan Walton John Collins  | Gran Bretagna | 5'51"01 | Q    |
| 4    | Adam Wicenciak Paweł Paziewski Michał Jeliński Piotr Licznerski | Polonia       | 5'51"46 | R    |
| 5    | Jes Struck Ole Søgaard Michael Ludwigsen Sophus Johannesen      | Danimarca     | 5'59"52 | R    |

| Pos. | Atleti                                                                  | Nazione | Tempo   | Note |
| ---- | ----------------------------------------------------------------------- | ------- | ------- | ---- |
| 1    | Vladislav Rjabcev Vjačeslav Michajlevskij Igor' Salov Sergej Fedorovcev | Russia  | 5'51"50 | Q    |
| 2    | Julien Bahain Matthieu Androdias Pierre-Jean Peltier Cédric Berrest     | Francia | 5'52"11 | Q    |
| 3    | Florian Berg Dominik Sigl Markus Lemp Michael Hager                     | Austria | 5'57"14 | Q    |
| 4    | Ioan Prundeanu Vasile Agafiţei Marian Moraru Cosmin-Ilie Cuciurean      | Romania | 6'05"07 | R    |

| Pos. | Atleti                                                                    | Nazione   | Tempo   | Note |
| ---- | ------------------------------------------------------------------------- | --------- | ------- | ---- |
| 1    | Andrei Jämsä Allar Raja Tõnu Endrekson Kaspar Taimsoo                     | Estonia   | 5'47"94 | Q    |
| 2    | Petr Buzrla Adam Štěrbák Martin Basl Jan Andrle                           | Rep. Ceca | 5'52"53 | Q    |
| 3    | Gabriele Cagna Matteo Baluganti Bernardo Miccoli Luca Rambaldi            | Italia    | 6'01"11 | Q    |
| 4    | Szilveszter Elekes Gergely Papp József Matheisz Bendegúz Pétervári-Molnár | Ungheria  | 6'13"00 | R    |

### Ripescaggio
| Pos. | Atleti                                                                    | Nazione   | Tempo   | Note |
| ---- | ------------------------------------------------------------------------- | --------- | ------- | ---- |
| 1    | Adam Wicenciak Paweł Paziewski Michał Jeliński Piotr Licznerski           | Polonia   | 5'55"90 | Q    |
| 2    | Jes Struck Ole Søgaard Michael Ludwigsen Sophus Johannesen                | Danimarca | 5'56"52 | Q    |
| 3    | Ioan Prundeanu Vasile Agafiţei Marian Moraru Cosmin-Ilie Cuciurean        | Romania   | 5'57"06 |      |
| 4    | Szilveszter Elekes Gergely Papp József Matheisz Bendegúz Pétervári-Molnár | Ungheria  | 5'57"64 |      |

### Semifinali A/B
| Pos. | Atleti                                                              | Nazione   | Tempo   | Note |
| ---- | ------------------------------------------------------------------- | --------- | ------- | ---- |
| 1    | Andrei Jämsä Allar Raja Tõnu Endrekson Kaspar Taimsoo               | Estonia   | 5'45"90 | Q    |
| 2    | Gašper Fistravec Jan Špik Jernej Markovc Matej Rojec                | Slovenia  | 5'48"41 | Q    |
| 3    | Gabriele Cagna Matteo Baluganti Bernardo Miccoli Luca Rambaldi      | Italia    | 5'49"32 | Q    |
| 4    | Adam Wicenciak Paweł Paziewski Michał Jeliński Piotr Licznerski     | Polonia   | 5'54"53 |      |
| 5    | Jes Struck Ole Søgaard Michael Ludwigsen Sophus Johannesen          | Danimarca | 5'56"93 |      |
| 6    | Julien Bahain Matthieu Androdias Pierre-Jean Peltier Cédric Berrest | Francia   | 5'57"20 |      |

| Pos. | Atleti                                                                  | Nazione       | Tempo   | Note |
| ---- | ----------------------------------------------------------------------- | ------------- | ------- | ---- |
| 1    | Jurij Ivanov Ivan Futrik Oleksandr Nadtoka Ivan Dovhod'ko               | Ucraina       | 5'49"16 | Q    |
| 2    | Petr Buzrla Adam Štěrbák Martin Basl Jan Andrle                         | Rep. Ceca     | 5'50"39 | Q    |
| 3    | Vladislav Rjabcev Vjačeslav Michajlevskij Igor' Salov Sergej Fedorovcev | Russia        | 5'51"35 | Q    |
| 4    | Daniel Ritchie Nicholas Middleton Jonathan Walton John Collins          | Gran Bretagna | 5'52"44 |      |
| 5    | Florian Berg Dominik Sigl Markus Lemp Michael Hager                     | Austria       | 5'59"17 |      |
| 6    | Ioan Prundeanu Vasile Agafiţei Marian Moraru Cosmin-Ilie Cuciurean      | Romania       | 6'00"57 |      |

### Finali
| Pos. | Atleti                                                              | Nazione       | Tempo   | Note |
| ---- | ------------------------------------------------------------------- | ------------- | ------- | ---- |
| 1    | Daniel Ritchie Nicholas Middleton Jonathan Walton John Collins      | Gran Bretagna | 5'59"63 |      |
| 2    | Ioan Prundeanu Vasile Agafiţei Marian Moraru Cosmin-Ilie Cuciurean  | Romania       | 6'00"11 |      |
| 3    | Adam Wicenciak Paweł Paziewski Michał Jeliński Piotr Licznerski     | Polonia       | 6'00"20 |      |
| 4    | Jes Struck Ole Søgaard Michael Ludwigsen Sophus Johannesen          | Danimarca     | 6'01"00 |      |
| 5    | Julien Bahain Matthieu Androdias Pierre-Jean Peltier Cédric Berrest | Francia       | 6'01"37 |      |
| 6    | Florian Berg Dominik Sigl Markus Lemp Michael Hager                 | Austria       | 6'05"48 |      |

| Pos.    | Atleti                                                                  | Nazione   | Tempo   | Note |
| ------- | ----------------------------------------------------------------------- | --------- | ------- | ---- |
| Oro     | Andrei Jämsä Allar Raja Tõnu Endrekson Kaspar Taimsoo                   | Estonia   | 5'47"91 |      |
| Argento | Jurij Ivanov Ivan Futrik Oleksandr Nadtoka Ivan Dovhod'ko               | Ucraina   | 5'51"18 |      |
| Bronzo  | Gašper Fistravec Jan Špik Jernej Markovc Matej Rojec                    | Slovenia  | 5'52"01 |      |
| 4       | Vladislav Rjabcev Vjačeslav Michajlevskij Igor' Salov Sergej Fedorovcev | Russia    | 5'53"03 |      |
| 5       | Petr Buzrla Adam Štěrbák Martin Basl Jan Andrle                         | Rep. Ceca | 5'55"53 |      |
| 6       | Gabriele Cagna Matteo Baluganti Bernardo Miccoli Luca Rambaldi          | Italia    | 5'59"02 |      |